# جادوگران سوگاراموردی
جادوگران سوگاراموردی (اسپانیایی: Las brujas de Zugarramurdi‎) یک کمدی ترسناک اسپانیایی به کارگردانی آلکس د لا ایگلسیا است که در سال ۲۰۱۳ منتشر شد.

## بازیگران
- اوگو سیلبا
- ماریو کاساس
- پپون نیه‌تو
- کارولینا بانگ
- ترله پابز
- سانتیاگو سگورا
- کارلوس آرسس
- سکون د لا روسا
- ماکارنا گومس
- کارمن مائورا
- خاویر بوتت
- ماریا بارانکو